# NGC 924
NGC 924 este o galaxie lenticulară situată în constelația Berbecul. A fost descoperită în 29 noiembrie 1785 de către William Herschel. Se află la o distanță de 70,47 de megaparseci de Pământ.